# Frontera entre Rússia i Mongòlia
La frontera entre Rússia i Mongòlia (mongol Монгол-Оросын хил, Mongol-Orosın xil; rus Российско-монгольская граница, Rossijsko-mongoljskaja granica) és la línia de frontera totalment terrestre que delimita els territoris de Rússia del de Mongòlia. La longitud total de la frontera és de 3.452 km, el que la fa la tercera frontera més llarga entre Rússia i un altre país, darrere de la frontera entre Rússia i Kazakhstan i la frontera entre la Xina i Rússia.

## Història

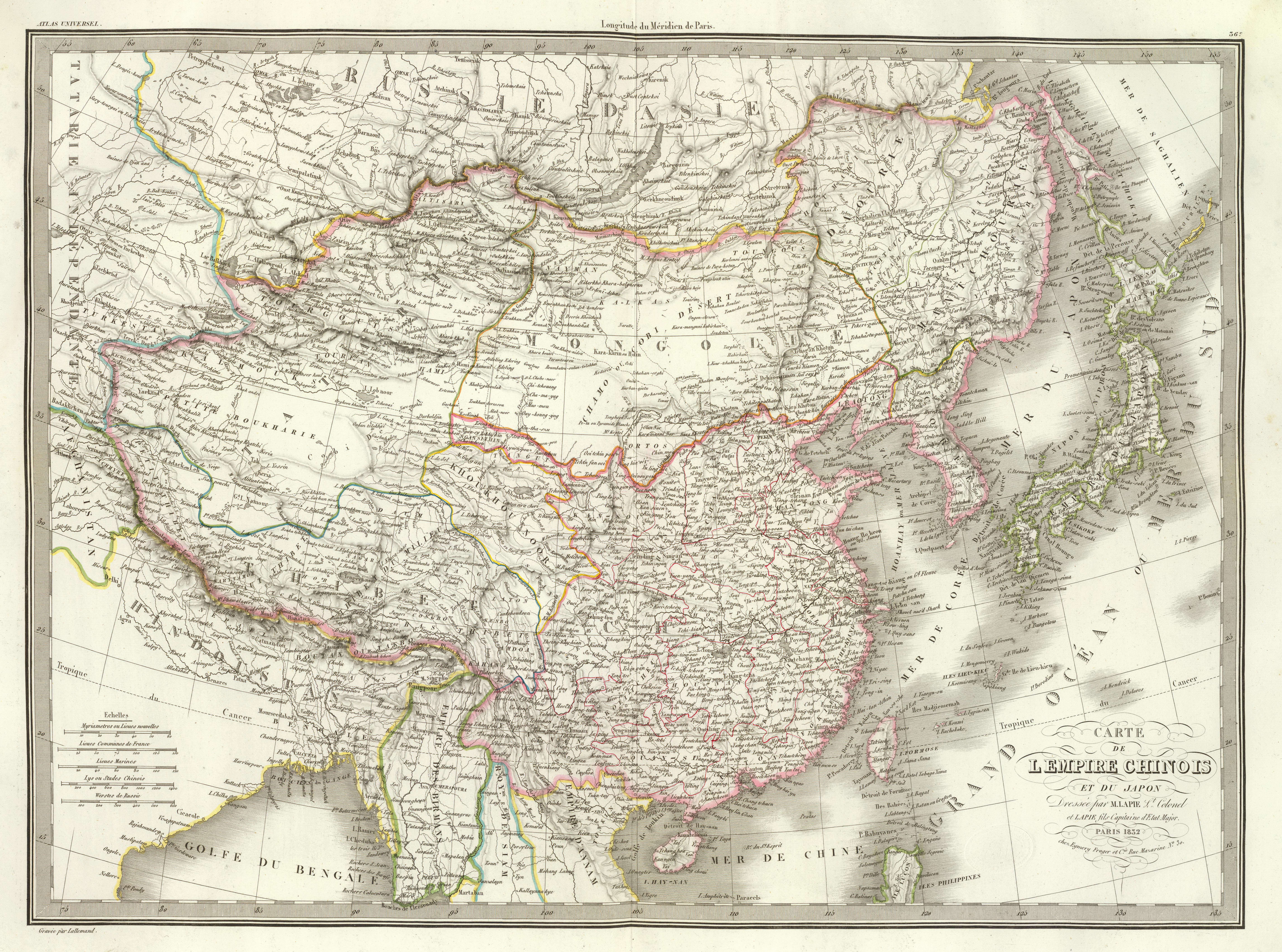
La frontera russo-xinesa dins de les regions de Mongòlia, que va funcionar al llarg del, va correspondre en gran manera a l'actual frontera entre Mongòlia i Rússia; la principal diferència és l'absorció de Tuva a Rússia

L'estat rus es va expandir cap a les regions al nord de la Mongòlia actual al segle xvii. Gran part de la línia de la línia fronterera Mongòlia-Rússia actual es va establir pel tractat de Kiakhta (1727) entre l'Imperi Rus i l'Imperi Qing (aleshores Mongòlia formava part de l'estat Qing); No obstant això, el tractat va deixar Tuva al costat xinès (Qing) de la frontera.
La frontera nord de Mongòlia va assumir la seva forma gairebé moderna el 1911, ja que Tuva fou separada de Mongòlia en la ruptura de l'Imperi Qing (vegeu la Revolució mongola de 1911) i aviat es va convertir en un protectorat rus. Tot i que la República Popular de Tannú Tuva va ser declarada en 1921, aquest petit país fou annexionat completament per la Unió Soviètica el 1944, i després d'això, l'antiga frontera Mongòlia-Tuva es va convertir en una secció de la frontera Mongòlia-URSS. Aquesta última es va mantenir estable durant la resta de l'existència de la Unió Soviètica, i va continuar com la frontera entre Mongòlia i Rússia després de la dissolució de la Unió Soviètica el 1991.
Separa les repúbliques federades russes de Buriàtia, Tuvà i Altai, així com el krai de Zabaikàlie, dels aimags mongols de Bayan-Ölgii, Bulgan, Dornod, Khentii, Khövsgöl, Selenge, Uvs i Zavkhan

## Trifinis
Els punts de l'extrem oriental i occidental de la frontera Mongòlia-Rússia són trifinis, és a dir, interseccions amb la frontera entre la Xina i Rússia i la frontera entre la Xina i Mongòlia. Un acord trilateral especial, signat el 27 de gener de 1994 a Ulan Bator, determina la ubicació d'aquests dos trifinis. L'acord es basa en tractats bilaterals anteriors entre les parts implicades.
L'acord trilateral especifica que una fita fronterera havia de ser erigida al trifini oriental, anomenada Tarbagan-Dakh (Ta'erbagan Dahu, Tarvagan Dakh); un protocol trilateral posterior va determinar les coordenades geogràfiques del trifinia 49° 50′ 42.3″ N, 116° 42′ 46.8″ E / 49.845083°N,116.713000°E. La fita fronterera i les carreteres d'accés són visibles a Google Maps, aproximadament a 49° 50′ 44″ N, 116° 42′ 50″ E / 49.845625°N,116.714026°E).
L'acord trilateral assenyala que no s'erigirà cap fita fronterera al trifini occidental, que es va definir com el pic de la muntanya Tavan-Bogdo-Ula (Kuitunshan 奎屯山, Tavan Bogd Uul; elevació aprox. 4081–4104 m, localització, 49° 10′ 13.5″ N, 87° 48′ 56.3″ E / 49.170417°N,87.815639°E), a causa de la seva ubicació remota i difícil d'accedir, en una muntanya coberta de neus eternes.

## Passos fronterers
A la frontera hi ha deu ports d'entrada oficials. Dos d'ells són passos ferroviaris, però només un (Naushki) té trànsit de passatgers.

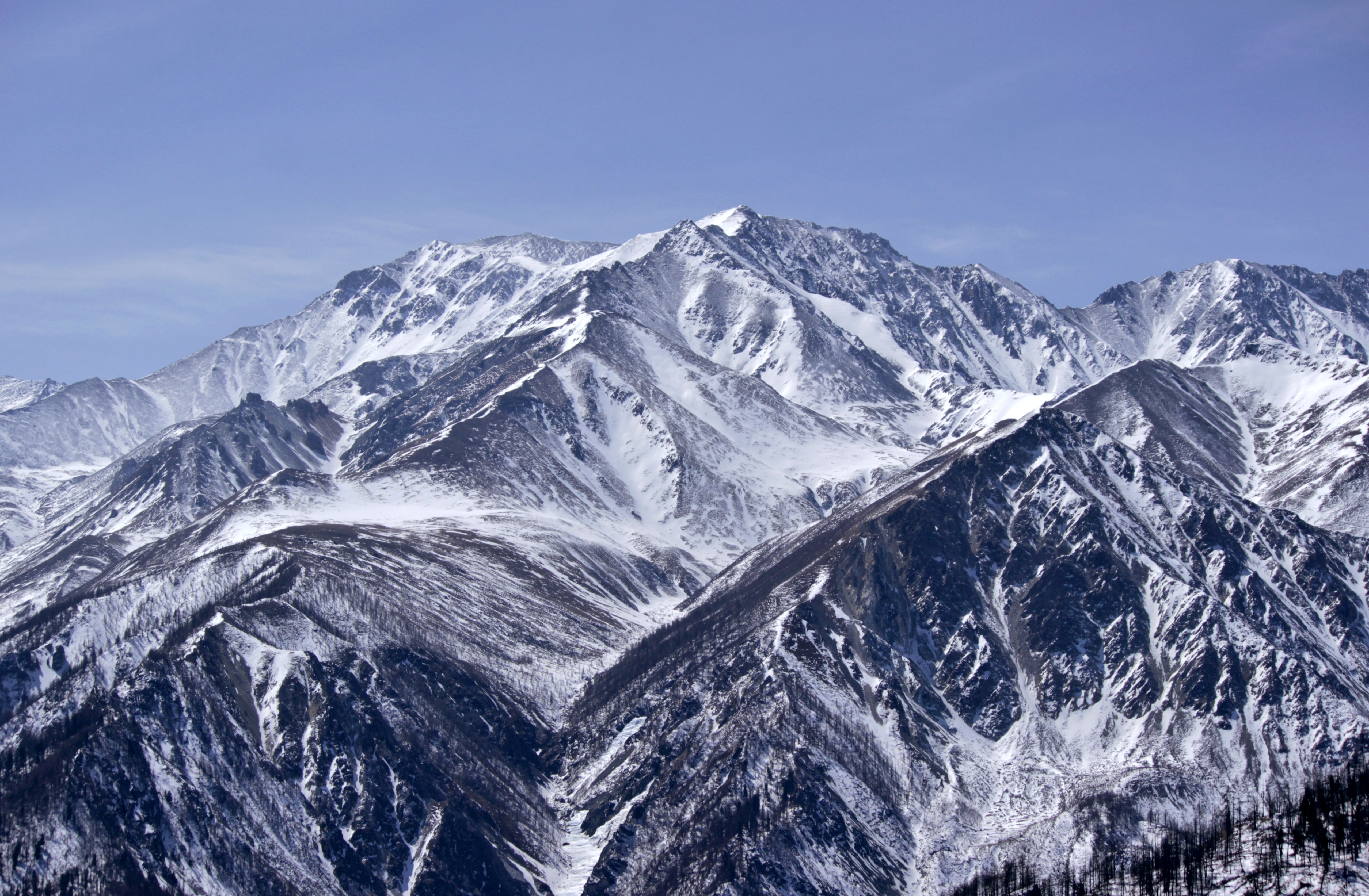
El cim de Munku Sardyk és situat a la frontera entre Mongòlia i Rússia

Tres passos fronterers per carretera es designen com a "multilaterals", per a qualsevol passaport (Tashanta -Tsagaannuur, Kiakhta - Aganbulag, Solovkhovsk - Erentsav).
Uns altres cinc punts de pas de carretera es designen com a "bilaterals", de manera que només estan oberts als ciutadans dels dos països limítrofs, i no als nacionals de països tercers. Desafortunadament, el punt de pas fronterer més proper conegut Khövsgöl Nuur (Mondy - Khankh) és bilateral.

## Violacions de frontera
Segons un article de 2005, els problemes principals a la frontera entre Rússia i Mongòlia, específicament a la secció de la República de Tuva, eren el robatori de bestiar (en ambdós sentits) i el contraban de carn.